# Agard Lands
Agard Lands es una localidad de Santa Lucía, que forma parte del distrito de Castries.